# Ärtväxter
Ärtväxter (Fabaceae), eller baljväxter, är den näst största familjen inom gömfröväxterna med omkring 650 släkten och cirka 20 000 arter. Bland dessa finns många livsmedel, såsom inom bönsläktet (Phaseolus), ärtsläktet (Pisum), jordnötssläktet (Arachis) och sojabönssläktet (Glycine). Det finns även viktiga djurfoderväxter och gröngödslingsväxter, i till exempel klöversläktet (Trifolium), lusernsläktet (Medicago) och lupinsläktet (Lupinus). gullregnssläktet (Laburnum), robiniasläktet (Robinia) och akaciasläktet (Acacia) är släkten som innehåller välkända prydnads- och trädgårdsväxter. Det finns också ärtväxter som används för framställning av läkemedel, insektsgifter, färgämnen med mera.
Alla ärtväxter har blommor med fem kronblad. Fröna finns i en kapsel som kallas för balja. Därför kallas familjen även för baljväxter ibland. När fröna är mogna delas baljan i två längsgående delar och släpper ut fröna.
En betydelsefull egenskap hos ärtväxterna är att de har speciella bakterier i sina rötter. Dessa bakterier kan samla kvävgas från luften och omvandla det till kväveformer som är näringsämnen för växterna, nitrat eller ammoniak. Denna process kallas kvävefixering.

## Klassificering

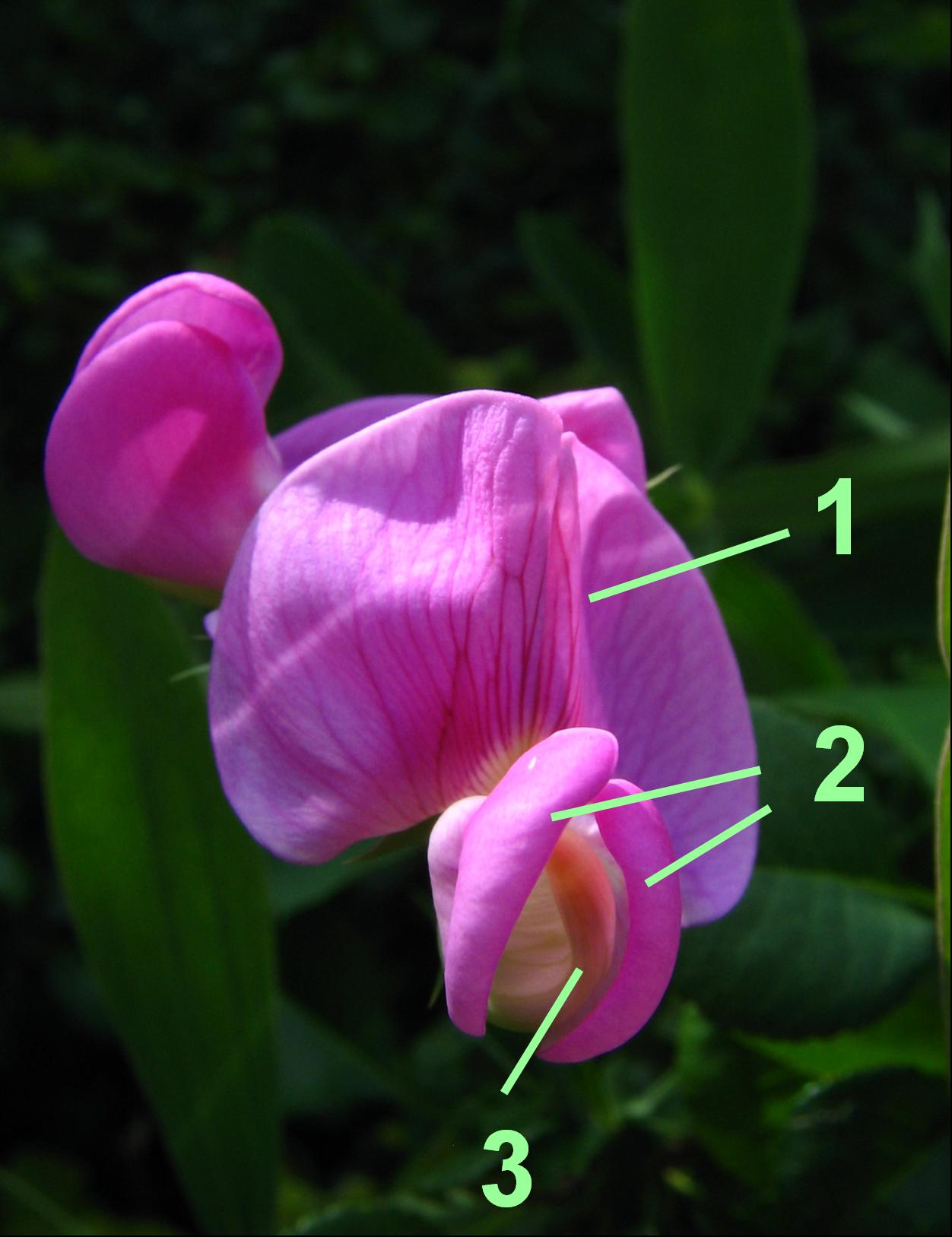
Fjärilslik blomma.
1. segel
2. vingar
3. köl

Tidigare var det vetenskapliga namnet på ärtväxterna Leguminosae. Enligt Angiosperm Phylogeny Group (APG) är namnen Fabaceae och Leguminosae likvärdiga, men då måste familjen vara den stora familj som beskrivs i APG:s klassificeringssystem och som också brukar kallas Fabaceae sensu lato. I andra sammanhang kan ärtväxterna beskrivas annorlunda: Fabaceae sensu stricto med det likvärdiga namnet Papilionaceae. APG behandlar denna grupp som en underfamilj, Faboideae (även kallad Papilionoideae), till ärtväxterna. Det är viktigt att känna till att ärtväxterna i litteraturen kan innefatta antingen samtliga släkten enligt APG, eller färre.
Ärtväxterna kan delas in i tre underfamiljer, som ibland upphöjs till tre egna, fristående familjer, dock inte i APG. Indelningen grundas på blommornas utseende, särskilt kronbladens form:
- Caesalpinioideae (Caesalpiniaceae som fristående familj): Blommorna är zygomorfa, men mycket varierande. De är uppkallade efter Andrea Cesalpino.
- Mimosoideae (Mimosaceae som fristående familj): Kronbladen är små och vanligen runda eller spetsiga. Ståndarna är den tydligaste delen av blomman.
- Faboideae eller Papilionoideae (Fabaceae sensu strictu eller Papilionaceae som fristående familj): Har en så kallad fjärilslik blomma: det övre kronbladet, "seglet", är stort med ett veck. De två nedre kronbladen är sammanvuxna i en båtliknande form, "kölen". De övriga två kronbladen, "vingarna", sitter på varsin sida om kölen.[2]

### Släkten
Nedan listas ingående släkten:
- Afrormosiasläktet (Pericopsis)
- Afzeliasläktet (Afzelia)
- Agbaträdssläktet (Gossweilerodendron)
- Akaciasläktet (Acacia)
- Albiziasläktet (Albizia)
- Amarantträdssläktet (Peltogyne)
- Ametistrankesläktet (Hardenbergia)
- Amherstiasläktet (Amherstia)
- Andirasläktet (Andira)
- Barbascosläktet (Lonchocarpus)
- Bauhiniasläktet (Bauhinia)
- Berliniasläktet (Berlinia)
- Blåregnssläktet (Wisteria)
- Blåsärtssläktet (Colutea)
- Bresiljesläktet (Caesalpinia)
- Bryasläktet (Brya)
- Brödrotssläktet (Pediomelum)
- Bubingasläktet (Guibourtia)
- Buskklöversläktet (Lespedeza)
- Buskväpplingssläktet (Hedysarum)
- Bönsläktet (Phaseolus)
- Bönträdssläktet (Castanospermum)
- Chimärgullregn (+Laburnocytisus)
- Cyklopiasläktet (Cyclopia)
- Derrissläktet (Derris)
- Dikoryniasläktet (Dicorynia)
- Diplotropissläktet (Diplotropis)
- Djävulsginstsläktet (Echinospartum)
- Duvärtssläktet (Cajanus)
- Esparsettsläktet (Onobrychis)
- Flamboyantsläktet (Delonix)
- Flamingonäbbsläktet (Swainsona)
- Färgväpplingssläktet (Baptisia)
- Getrutesläktet (Galega)
- Getväpplingssläktet (Anthyllis)
- Ginstsläktet (Genista)
- Goabönssläktet (Psophocarpus)
- Griffoniasläktet (Griffonia)
- Guarbönssläktet (Cyamopsis)
- Gullregnssläktet (Laburnum)
- Gulvedssläktet (Cladrastis)
- Himmelsärtssläktet (Clitoria)
- Hjälmbönssläktet (Lablab)
- Huvudginstsläktet (Chamaecytisus)
- Hästskoväpplingssläktet (Hippocrepis)
- Igelkottsginstsläktet (Erinacea)
- Indigosläktet (Indigofera)
- Ingasläktet (Inga)
- Intsiasläktet (Intsia)
- Ipil-ipilsläktet (Leucaena)
- Jadevinssläktet (Strongylodon)
- Jamsbönrotssläktet (Pachyrhizus)
- Jatobasläktet (Hymenaea)
- Jerusalemtörnesläktet (Parkinsonia)
- Johannesbrödssläktet (Ceratonia)
- Jordnötssläktet (Arachis)
- Judasträdssläktet (Cercis)
- Kalabarbönssläktet (Physostigma)
- Kalliandrasläktet (Calliandra)
- Kampeschträdssläktet (Haematoxylum)
- Karagansläktet (Caragana)
- Kassiasläktet (Cassia)
- Kempassläktet (Koompassia)
- Kentuckykaffesläktet (Gymnocladus)
- Kikärtssläktet (Cicer)
- Klovedelsläktet (Oxytropis)
- Klöversläktet (Trifolium)
- Kopaivasläktet (Copaifera)
- Korallbusksläktet (Erythrina)
- Korallrankesläktet (Kennedia)
- Korallträdssläktet (Adenanthera)
- Korstörnesläktet (Gleditsia)
- Kronillsläktet (Coronilla)
- Kudzubönssläktet (Pueraria)
- Kummerowiasläktet (Kummerowia)
- Kvastginstsläktet (Cytisus)
- Kängurubusksläktet (Chorizema)
- Käringtandssläktet (Lotus)
- Lakritsrotssläktet (Glycyrrhiza)
- Linssläktet (Lens)
- Luddväpplingssläktet (Dorycnium
- Lupinsläktet (Lupinus)
- Lupinväpplingssläktet (Thermopsis
- Lusernsläktet (Medicago)
- Lusväpplingssläktet (Desmodium)
- Maackiasläktet (Maackia)
- Mesquitesläktet (Prosopis)
- Millettiasläktet (Millettia)
- Mopanesläktet (Colophospermum)
- Neptuniasläktet (Neptunia)
- Ormbönssläktet (Bobgunnia)
- Padauksläktet (Pterocarpus)
- Pagodträdssläktet (Styphnolobium)
- Palisander-släktet (Dalbergia)
- Papegojnäbbssläktet (Clianthus)
- Parkiasläktet (Parkia)
- Paternosterbönssläktet (Abrus)
- Potatisbönssläktet (Apios)
- Prärieklöversläktet (Dalea)
- Puktörnesläktet (Ononis)
- Robiniasläktet (Robinia)
- Rooibosbusksläktet (Aspalathus)
- Rosenkronillssläktet (Securigera)
- Rumsakaciasläktet (Paraserianthes)
- Saltbusksläktet (Halimodendron)
- Sammetsbönssläktet (Mucuna)
- Santospalisandersläktet (Machaerium)
- Segelbusksläktet (Amorpha)
- Sennasläktet (Senna)
- Sensitivasläktet (Mimosa)
- Serradellasläktet (Ornithopus)
- Skorpionärtssläktet (Scorpiurus)
- Skorvärtssläktet (Cullen)
- Skönvedelsläktet (Calophaca)
- Soforasläktet (Sophora)
- Sojabönssläktet (Glycine)
- Spanskginstsläktet (Spartium)
- Stinkginstsläktet (Anagyris)
- Sunnhampssläktet (Crotalaria)
- svärdbönssläktet (Canavalia)
- Sårväpplingssläktet (Bituminaria
- Sötväpplingssläktet (Melilotus)
- Talisläktet (Erythrophleum)
- Tamarindsläktet (Tamarindus)
- Tefrosiasläktet (Tephrosia)
- Telegraförtssläktet (Codariocalyx)
- Tesotasläktet (Olneya)
- Timbosläktet (Enterolobium)
- Tipusläktet (Tipuana)
- Tissoträdssläktet (Butea)
- Tolubalsamssläktet (Myroxylon)
- Tonkabönssläktet (Dipteryx)
- Trigonellasläktet (Trigonella)
- Umgusisläktet (Baikiaea)
- Vedelsläktet (Astragalus)
- Vialsläktet (Lathyrus)
- Vickersläktet (Vicia)
- Vignabönssläktet (Vigna)
- Violärtssläktet (Parochetus)
- Vitginstsläktet (Retama)
- Zebranosläktet (Microberlinia)
- Ärtsläktet (Pisum)
- Ärttörnesläktet (Ulex)

## Baljväxter i kosten
Alla baljväxter (bönor, linser och ärter) är mycket proteinrika och om man kombinerar baljväxter med olika sädesslag blir behovet av fullvärdigt protein tillgodosett. Baljväxter innehåller även mineraler, spårämnen, B-vitaminer och mycket fibrer. Kolhydrater i baljväxter tillhör de så kallade långsamma kolhydraterna.
Vissa baljväxter som till exempel kidneybönor, gula ärter och kikärter, innehåller en kolhydrat som är svår att bryta ned. Det kan ge gasbildningar.